# Jimmy Ross (cầu thủ bóng đá, sinh năm 1866)
James Daniel Ross (28 tháng 3 năm 1866 - 12 tháng 6 năm 1902), biệt danh là "Con quỷ nhỏ", là cầu thủ bóng đá người Scotland của thời Victoria, em trai của Nick Ross. Sinh ra ở Edinburgh, khi bắt đầu sự nghiệp, anh đã chơi cho St Bernard's F.C., nhưng nổi tiếng tại đội Preston North End với biệt danh "Kẻ bất khả chiến bại" khi đã giành chiến thắng lần đầu tiên và lần hai tại English Football League.

## Sự nghiệp
Jimmy Ross đã đến phía nam Preston để tham gia cùng người anh trai nổi tiếng Nick. Anh gia nhập Padiham vào ngày 24 tháng 11 năm 1883 với tư cách là người dự khán để xem anh trai thi đấu. Anh ấy đã ghi được hai bàn thắng trong chiến thắng 4-0 của North End. Ross là một cầu thủ ghi bàn phi thường. Trong bốn mùa giải cho đến khi thành lập Liên đoàn bóng đá vào năm 1888, anh đã ghi được hơn 250 bàn chỉ sau 220 lần ra sân. Anh ấy đã ghi bàn cho North End trong trận chung kết Lancashire Senior Cup. Sinh ra ở Edinburgh, anh đã không may mắn khi không được chọn cho đất nước của mình thi đấu. Anh đã ghi được 7 bàn thắng trước Hyde United trong chiến thắng 26-0 và 6 bàn trước Reading khi North End giành chiến thắng 18-0. Jimmy Ross đã xuất hiện trong Chung kết FA Cup 1888 trước West Bromwich Albion khi Preston North End đã thua 2–1.
Jimmy Ross đã ra mắt giải đấu vào ngày 8 tháng 9 năm 1888 chơi ở vị trí tiền đạo cho Preston North End trước Burnley tại sân Prchester North End' Deepdale. Preston giành thắng lợi 5-2 và Jimmy Ross ghi bàn thắng thứ ba và thứ tư cho Preston North End. Vào ngày 13 tháng 10 năm 1888, Jimmy Ross đã ghi bàn ở phút 88 để đưa đội của anh ấy lên 3-0 và trở thành cầu thủ League đầu tiên ghi được mười bàn thắng League trong trận gặp West Bromwich Albion. Tỉ số cuối cùng là 3-0. Jimmy Ross đã chơi trong 21 ở giải 22 League Championship. Là một tiền đạo, anh chơi ở một tuyến đầu ghi được ba bàn thắng ở giải 19 League, các trận đấu khác hoặc nhiều bàn thắng hơn trong 13 lần. Jimmy Ross đã ghi 19 bàn thắng trong mùa 1888-1889. 19 bàn thắng của anh ấy bao gồm bốn bàn trong một trận đấu vào ngày 6 tháng 10 năm 1888 tại Deepdale trong trận đấu với Stoke khi Ross ghi bốn bàn thắng đầu trong chiến thắng 7-0. Anh cũng đã ghi hai bàn trong một trận đấu vào ngày 8 tháng 9 năm 1888 tại Deepdale khi gặp Burnley, vào ngày 29 tháng 9 năm 1888 tại County Ground trong chiến thắng 3-2 trước Derby County; 2 bàn trong chiến thắng 5-2 tại Pike's Lane trước đội chủ nhà Bolton Wanderers và cú đúp nữa trong chiến thắng 5-0 tại Stoney Lane trước đội chủ nhà West Bromwich Albion. Ross đã chơi trong cả năm trận đấu tại FA Cup mùa 1888-89 và ghi hai bàn trong đó có một bàn trong trận Chung kết. Trận chung kết diễn ra tại Kennington Oval vào ngày 30 tháng 3 năm 1889 trước Wolverhampton Wanderers và Preston North End đã giành thắng lợi 3-0 để hoàn thành cú đúp danh hiệu đầu tiên của League và FA Cup. Ross đã giành huy chương League Championship và FA Cup.
Năm 1894, Ross ký hợp đồng với Liverpool với giá 75 bảng. Anh ra mắt câu lạc bộ mới của mình trong trận đấu tại Football League First Division vào ngày 13 tháng 9 năm 1894 và tiếp tục ghi bàn 12 lần trong mùa giải, kết thúc với việc Liverpool bị xuống hạng. Sau đó anh ghi tiếp 23 bàn sau 25 lần ra sân, giúp Lữ đoàn đỏ đứng đầu bảng.
Mùa giải tiếp theo Liverpool đã lên chơi tại Football League First Division, kết thúc ở vị trí thứ 5; anh chỉ ghi được hai bàn trong 21 trận đấu của mình.
Ross sau đã ký hợp đồng với đội hạng hai Burnley vào tháng 3 năm 1897. Ở đó anh ấy đã ghi 29 bàn sau 51 trận. Ngay trước khi đến, Burnley đã bị xuống hạng và với sự giúp đỡ của Ross, đã được thăng hạng trở lại Giải hạng nhất.
Cuối năm đó, Ross gia nhập Manchester City, ghi 21 bàn sau 67 trận ở đó. Anh buộc phải giã từ bóng đá vì sức khỏe yếu sau mùa giải 1900-01. Ross qua đời ngày 12 tháng 6 năm 1902, ở tuổi 36.
Khoảng thời gian fin de siècle Liên đoàn bóng đá quyết định áp dụng mức lương tối đa 4 bảng mỗi tuần cho các cầu thủ bóng đá chuyên nghiệp. Đối với một cầu thủ toàn thời gian như Ross, có thể chơi với mức lương lên tới 10 bảng mỗi tuần.

## Bàn thắng (một phần) tại Football League.[6]
| Mùa       | Hạng    | Câu lạc bộ        | Giải            | Số trận | Bàn thắng | Bàn thắng ghi được mỗi trận | Thứ hạng đội         |
| --------- | ------- | ----------------- | --------------- | ------- | --------- | --------------------------- | -------------------- |
| 1888–89   | Hạng 2  | Preston North End | First Division  | 21      | 19        | 0.90                        | Vô địch              |
| 1889–90   | Hạng 1  | Preston North End | First Division  | 21      | 24        | 1.14                        | Vô địch              |
| 1890–91   | ?       | Preston North End | First Division  | 13      | 6         | ?                           | Hạng 2               |
| 1891–92   | Hạng 7  | Preston North End | First Division  | 26      | 16        | 0.62                        | Hạng 2               |
| 1892–93   | Hạng 18 | Preston North End | First Division  | 25      | 10        | 0.40                        | Hạng 2               |
| 1893–94   | Hạng 6  | Preston North End | First Division  | ?       | 17        | ?                           | Hạng 14              |
| 1894–95   | ?       | Liverpool         | First Division  | 27      | 12        | 0.44                        | Hạng 16 (xuống hạng) |
| 1895–96   | ?       | Liverpool         | Second Division | 25      | 23        | 0.92                        | Vô địch Giải hạng 2  |
| 1896–97   | ?       | Liverpool         | First Division  | 21      | 5         | 0.24                        | Hạng 5               |
| 1896–97   | ?       | Burnley           | First Division  | 4       | 1         | 0.25                        | Hạng 16 (xuống hạng) |
| 1897–98   | ?       | Burnley           | Second Division | 27      | 23        | 0.85                        | Vô địch Giải hạng 2  |
| 1898–99   | ?       | Burnley           | First Division  | 20      | 6         | 0.30                        | Hạng 3               |
| 1898–99   | ?       | Manchester City   | Second Division | 9       | 7         | 0.78                        | Vô địch Giải hạng 2  |
| 1899–1900 | ?       | Manchester City   | First Division  | 26      | 10        | 0.38                        | Hạng 7               |
| 1900–01   | ?       | Manchester City   | First Division  | 25      | 3         | ?                           | Hạng 11              |

## Thống kê danh hiệu
- Liverpool FC (1894-1897): 85 lần ra sân, 40 bàn - Danh hiệu quán quân giải Football League Second Division (1896).[7]